# Трахит
Трахитът е ефузивна магмена скала, съставена главно от алкален фелдшпат. Обикновено е със светъл цвят, ситни зърна и ниско съдържание на мафични минерали. Образува се от бързото изстиване на лава, богата на силициев диоксид и алкални метали
Трахитът е често срещан при изригването на алкална магма, включително в късните етапи на вулканизъм при океанските острови, в континенталните рифтови долини и над мантийните струи. Трахит е намерен и в марсианския кратер Гейл.
Трахитът се използва като декоративен строителен камък и намира широко приложение в Римската империя и Венецианската република.

## Състав
Трахитът има съдържание на силициев диоксид от 60 до 65% и на алкален оксид над 7%. Това му придава по-малко SiO2 от риолита и повече Na2O и K2O от дацита. Трахитите винаги включват алкален фелдшпат. Възможно е да присъстват малки количества плагиоклаз, кварц или нефелин. Често се среща с примеси на биотит, клинопироксен и оливин. Алкалният фелдшпат често е под формата на богат на натрий санидин и е криптопертитов, с редуващи се микроскопични ивици от натриев фелдшпат (албит) и калиев фелдшпат (санидин).
Трахитите най-често са с фини зърна и със светъл цвят, но могат и да са черни, ако са съставени главно от стъкло. Често са порфиритни, с големи кристали санидин в матрица, съдържаща много по-малки и несъвършени ивици от санидин.
Кварц се среща относително рядко в трахит, а тридимит се среща по-често. Той, обаче, рядко е под формата на достатъчно големи кристали, които да са видими без помощта на микроскоп. От мафичните минерали, най-често се среща авгит. Той типично е бледозелен на цвят, а кристалите му са с идеална форма. Срещат се и хорнбленда и биотит, като обикновено са обградени от черни корозионни граници, съставени от магнетит и пироксен.

## Образуване
При образуването на трахит, алкална базалтова магма претърпява фракционна кристализация, докато все още е под земята. В хода на този процес се премахва калция, магнезия и желязото от магмата, при което се получава състав близък до този на алкалния фелдшпат. Поради тази причина, трахитът се среща често там, където е изригнала алкална магма.

## Разпространение
Трахитите са често срещани сред магмените неозойски скали в Европа. Срещат се във Великобритания (о. Скай), Германия (Айфел), Бохемия и Италия (около Падуа, Рим, Неапол, о. Иския и о. Пантелерия). В САЩ се срещат в Тексас, Невада и Южна Дакота. По-млади трахитови лави се срещат в Исландия, Азорските острови, Тенерифе, о. Възнесение, Австралия, Мадагаскар и Йемен.